# 外は白い雪の夜
「外は白い雪の夜」（そとはしろいゆきのよる）は、吉田拓郎の楽曲。作詞は松本隆、作曲は拓郎自身が担当している。1978年に発売されたアルバム『ローリング30』で発表され、その後も様々なバージョンがアルバムに収録されている。

## 概要
拓郎が『第45回NHK紅白歌合戦』に初出場した際に歌った曲である。2023年現在唯一の紅白の出場であり、2016年の単独取材にて拓郎は「絶対出ません。一度出てうんざりしましたから。もうこりごり。ごめんです」と答えている。

## 参加ミュージシャン（ローリング30）
- Drums：島村英二
- Bass：石山恵三
- E.Guitar：徳武弘文
- A.Guitar, Flat Mandolin, Synthesizer：石川鷹彦
- E.Piano, Organ：エルトン永田
- Violin：武川雅寛
- Accordion：松任谷正隆

## 収録ディスク

### アルバム
『ローリング30』(1978年)
- 「外は白い雪の夜」が初めて収録されたアルバム。
- 『吉田拓郎 THE BEST PENNY LANE』等ベスト盤などは主にこのアルバムに収録されたバージョンを収録していることが多い。

『TAKURO TOUR 1979』(1979年)
- シングル『春を待つ手紙』のカップリング曲としても収録。
- 後に『COMPLETE TAKURO TOUR 1979』に収録された。

『ONLY YOU』(1981年)
- オリジナル版とはアレンジが異なる。スタジオ録音。

『王様達のハイキング IN BUDOKAN』(1982年)
- オリジナル版とはアレンジが異なりややテンポが遅いライブバージョン。

### 映像作品
『'79 篠島アイランドコンサート』
- バックバンドは瀬尾一三バンド。

『'82日本武道館コンサート 王様達のハイキング』
『'93 TRAVELLIN'MAN LIVE at NHK STUDIO 101』
『吉田拓郎LIVE〜全部だきしめて〜』
- アレンジ・バックバンドはLOVE LOVE ALL STARS。

『豊かなる一日』
- 初回限定盤DVDに収録されている。

『Forever Young Concert in つま恋 2006』
- 瀬尾一三率いるビッグバンドによる演奏を収録。

『吉田拓郎 LIVE 2012』

## カバー
- ダイアモンド☆ユカイ（1997年、アルバム『Le Cinema』収録）。有線でリクエスト1位を獲得[4]。
- 和田アキ子（2000年、アルバム『ラブバラードベスト』収録）
- ガガガSP（2010年、アルバム『PUNK is FOLK』収録）
- 太田裕美（2015年、トリビュートカバーアルバム『風街であひませう』の完全限定生産盤スペシャルディスク（『風街でよむ』）に歌詞朗読が収録[5]）